# 昭子女王
昭子女王（しょうしじょおう/あきこじょおう、？－正暦5年7月7日（994年8月16日））は、平安時代中期の皇族。別名・能子。元平親王の嫡女。関白藤原兼通の正室。
藤原兼通と結婚して、藤原媓子（円融天皇中宮）・藤原朝光らを生む。媓子が中宮になったのを受け、天延元年（973年）10月に無位から一気に正三位に叙せられた。この叙位は后の母は内裏に参上して后や所生の皇子女を補助するケースもあったためにそれに相応しい位階が授けられたと考えられている。天延2年（974年）、村上天皇の皇女選子内親王が着裳の儀を行った際には、昭子が内親王の裳腰を結び、兼通の別の妻の1人で典侍でもあった大江皎子が内親王の理髪を行っており、それぞれ正二位と従四位下に叙せられている（『親信卿記』天延2年11月11日条）。これは選子内親王が生母である藤原安子の没後、安子の兄である兼通夫妻によって育てられたことによる。正暦5年（994年）に病没した。